# Manipuri (Tanz)

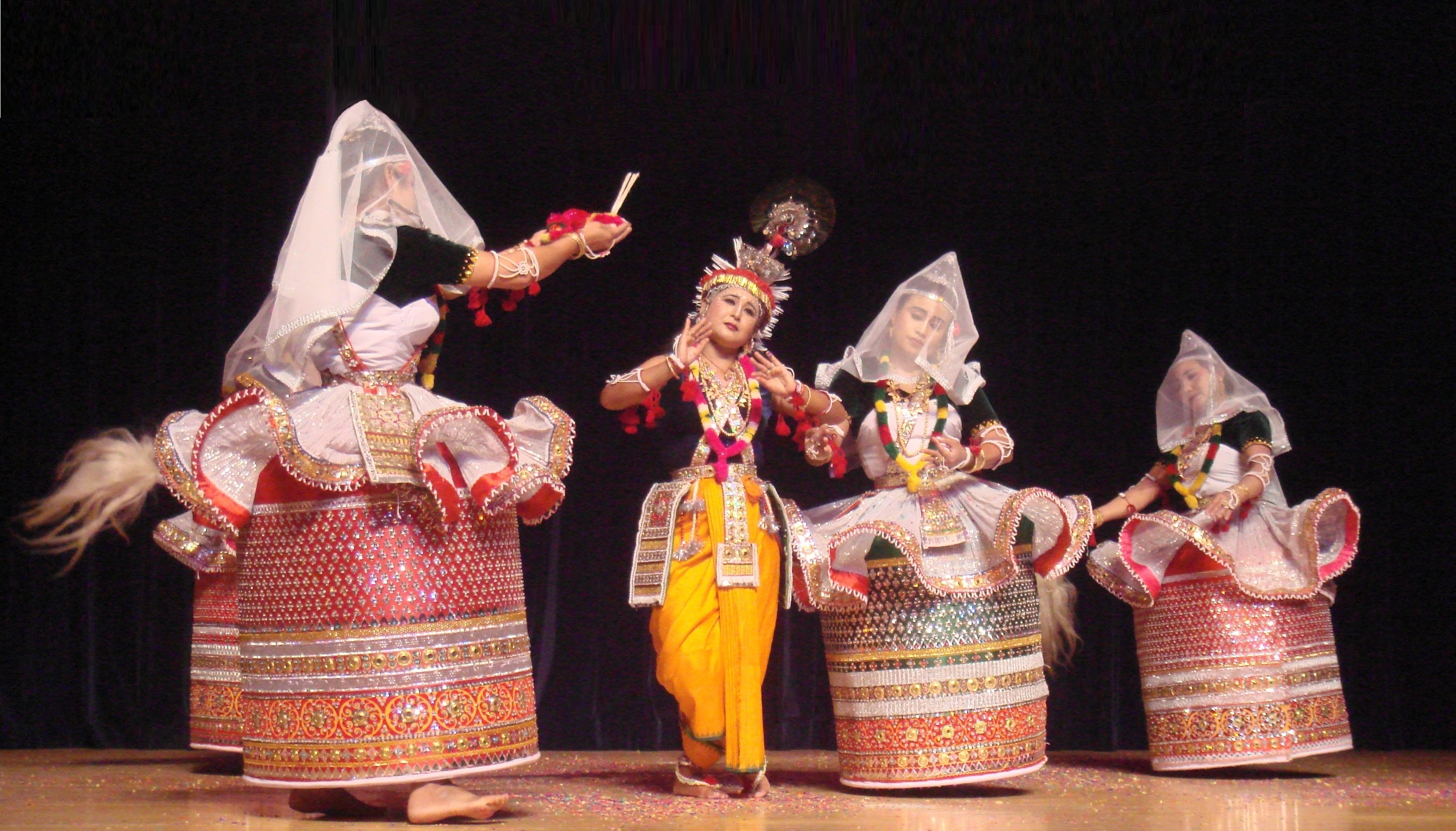
Rasa lila im Manipuri-Tanzstil

Der Tanz Manipuri ist einer der klassischen indischen Tanzformen. Er entstand im frühen 15. Jahrhundert in Manipur, einem Staat im Nordosten Indiens an der Grenze zu Myanmar.

## Der Tanz

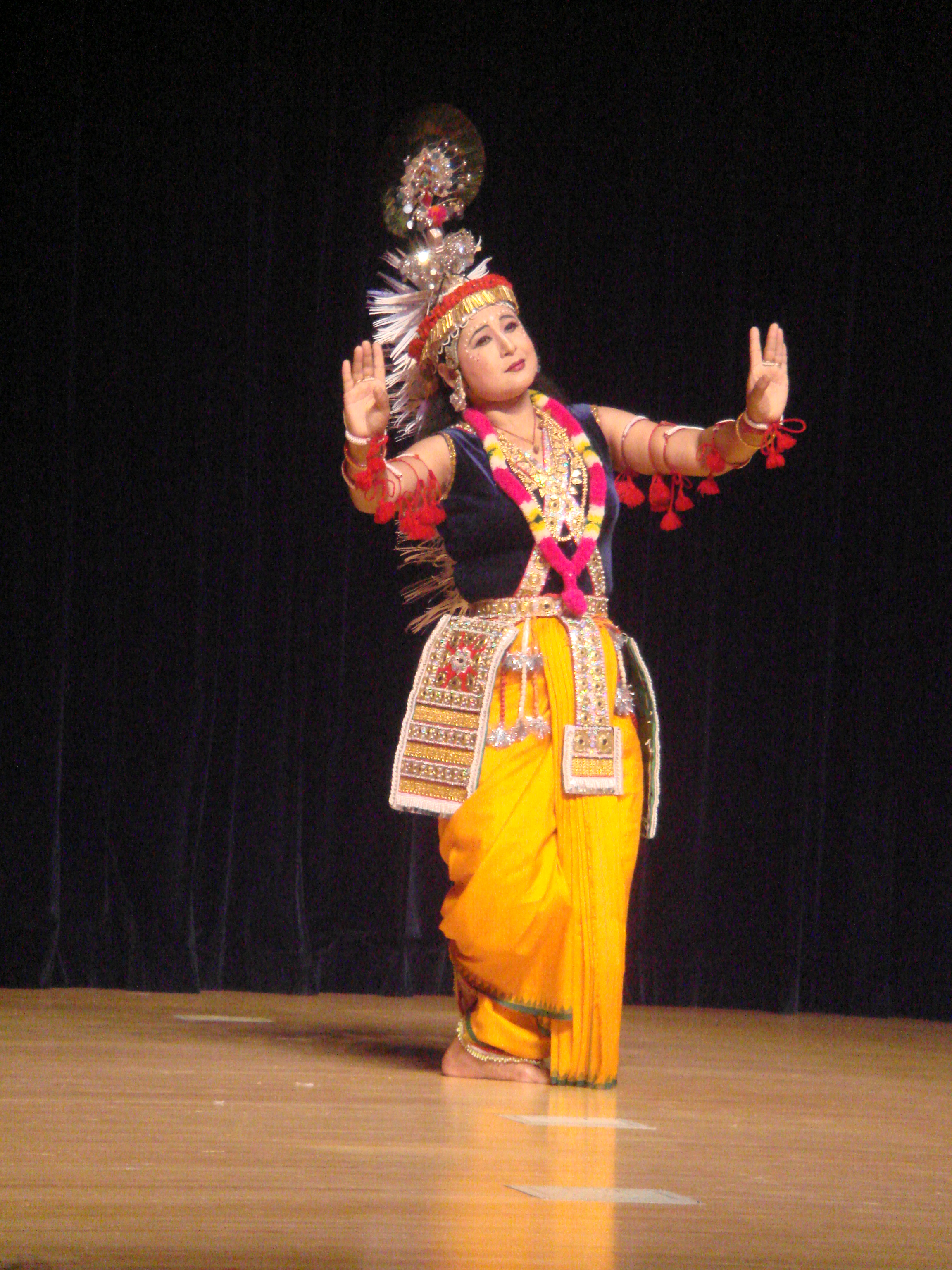
Eine Manipuri-Tänzerin in der traditionellen Krishna-Kleidung

Da Manipur von Bergen umgeben ist und geografisch abgelegen liegt, konnte die Tanzform ihre eigene, spezifische Ästhetik, Ausprägung, Konventionen und Ethik entwickeln. Der traditionelle Manipuri-Tanzstil enthält grazile, gefühlvolle und anmutige Bewegungen. Das Ziel sind abgerundete Bewegungen und die Vermeidung von Bewegungen, die ruckartig sind oder scharfe Kanten bzw. geraden Linien bilden. Gerade dies lässt den Manipuri-Tanz so wellenförmig und geschmeidig erscheinen. Die Bewegungen des Körpers und der Füße sowie die Gesichtsausdrücke sind beim Manipuri-Tanz subtil und streben nach Hingabe und Anmut.
Die Fußbewegungen werden als Teil einer Ganzkörper-Bewegung sichtbar gemacht. Manipuri-Tänzer tragen keine Fußschellen (ghungru), um die Schläge zu akzentuieren, die sie mit ihren Füßen ausführen – im Gegensatz zu anderen klassischen indischen Tänzen. Auch treten die Füße nie hart auf dem Boden auf. Dabei werden die Füße mit der Fußspitze zuerst auf den Boden aufgesetzt – auch bei energischen Schritten. Die Knöchel und Knie fangen dabei die Erschütterungen ab. Die Füße der Tänzer werden bei rhythmischen Akzenten nicht haargenau im selben Moment angehoben oder aufgesetzt, sondern eher kurz davor oder danach, um diese rhythmischen Akzente so effektiv wie möglich auszudrücken.

## Musikalische Begleitung
Die Tänzer werden durch pung (Trommel), pena (einsaitige Fiedel), kartal (Zimbel), bansi (Bambusflöte), ein Harmonium und Sänger musikalisch begleitet. Beim Tanzstil Pung cholom werden zweifellige Doppelkonustrommeln (pung) und beim Stil Khartal cholom Zimbeln (kartal) in die Aufführungen integriert. Die Trommler sind immer männlich. Nachdem sie das Instrument beherrschen, lernen sie, wie sie damit tanzen können.

## Liedtexte
Die Liedtexte beim Manipuri-Tanz sind oft der klassischen Poesie entliehen – von Jayadeva, Vidyapati, Chandidas, Govindadas oder Gyandas – und können in Sanskrit, Maithili, Braj-Bhakha oder anderen Sprachen sein.

## Manipuri-Tanz und Hinduismus

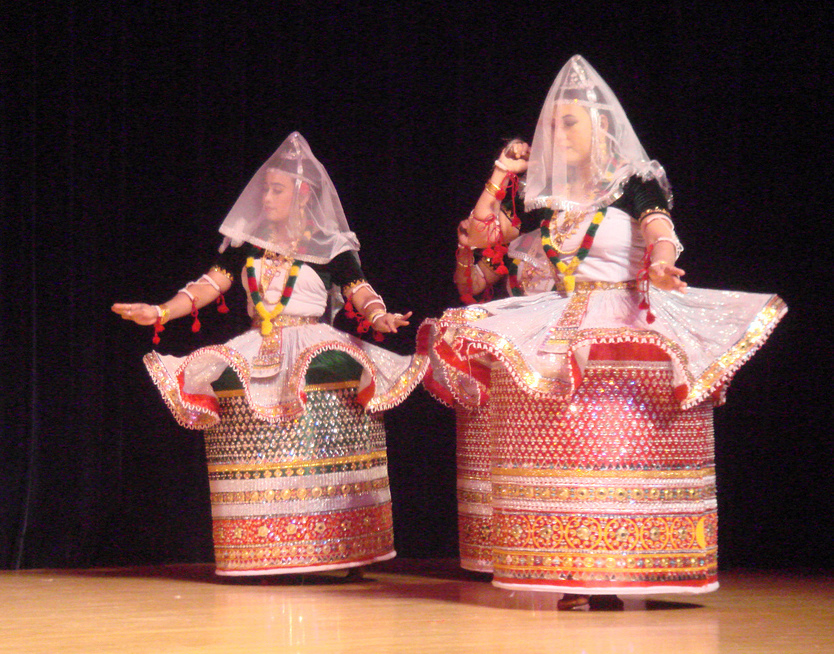
Manipuri-Tanz

Der Manipuri-Tanz ist rein religiös. Sein Ziel ist ein spirituelles Erlebnis. Ein wichtiges Thema ist die Verehrung von Krishna und seiner Gefährtin und Geliebten Radha (hinduistische Formen des Göttlichen) – insbesondere beim Ras lila.
Tanz ist hierbei nicht nur das Medium der Verehrung und der Freude sowie ein Tor zum Göttlichen, sondern auch ein unentbehrlicher Bestandteil aller soziokultureller Zeremonien. Aus religiöser wie künstlerischer Sicht wird die klassische Form des Manipuri-Tanzes sowohl als einer der schlichtesten, bescheidensten, weichsten und sanftesten wie auch aussagekräftigsten Tänze der Welt betrachtet.

## Tänze in der Manipur-Kultur
Die Manipur-Kultur pflegt bis heute sehr alte, auf Ritualen basierende Tänze und Volkstänze sowie den später entstandenen klassischen Manipuri-Tanzstil. Unter den klassischen Kategorien findet sich Ras Lila – ein hochentwickeltes Tanzdrama des Vaishnava Padavali, das auf bengalische Dichter und Gurus aus Manipur zurückgeht. Es gilt als höchster Ausdruck des künstlerischen Genius, der Hingabe und Güte der Manipur-Kultur.

## Geschichte

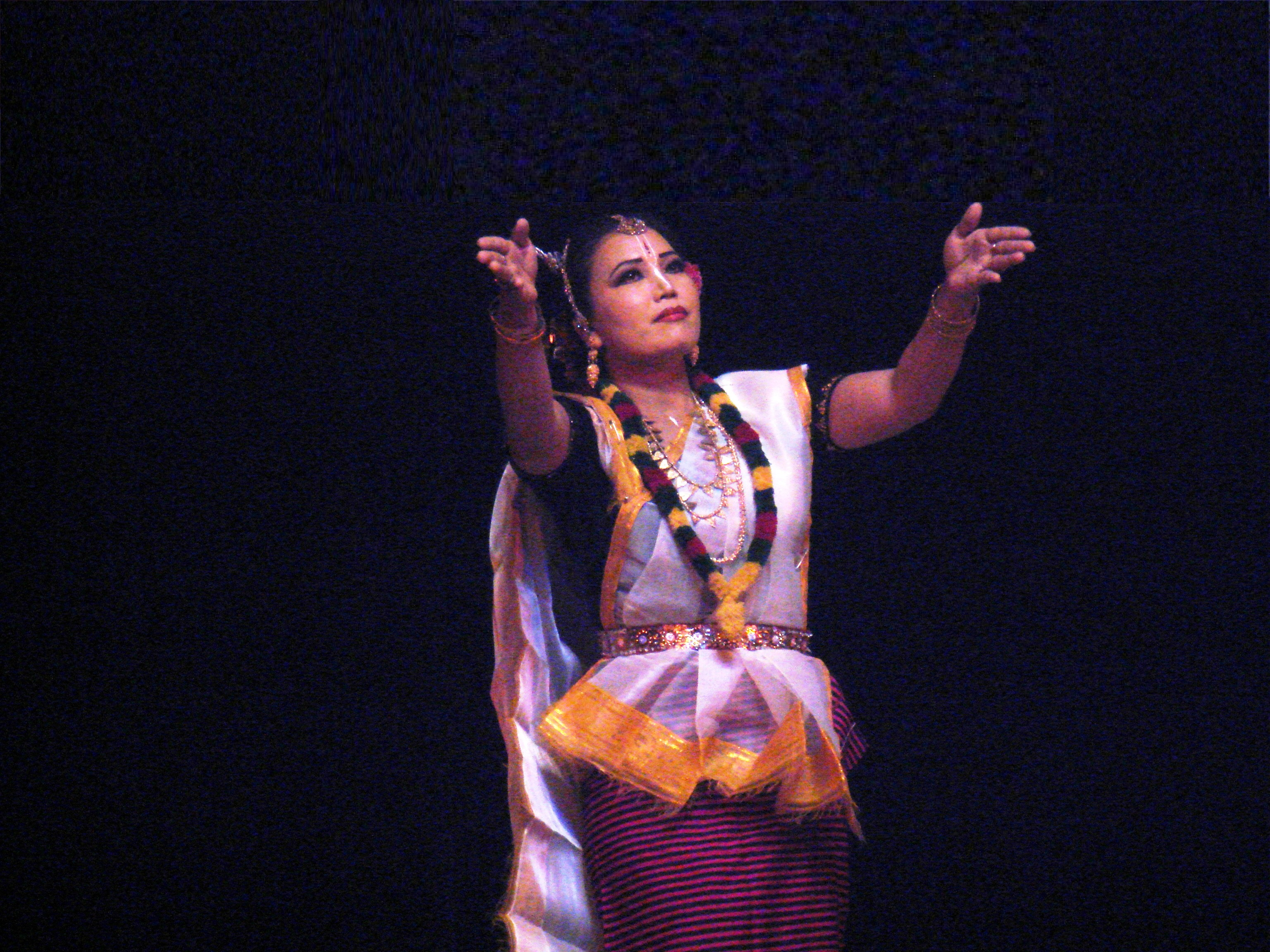
Manipuri-Tänzerin

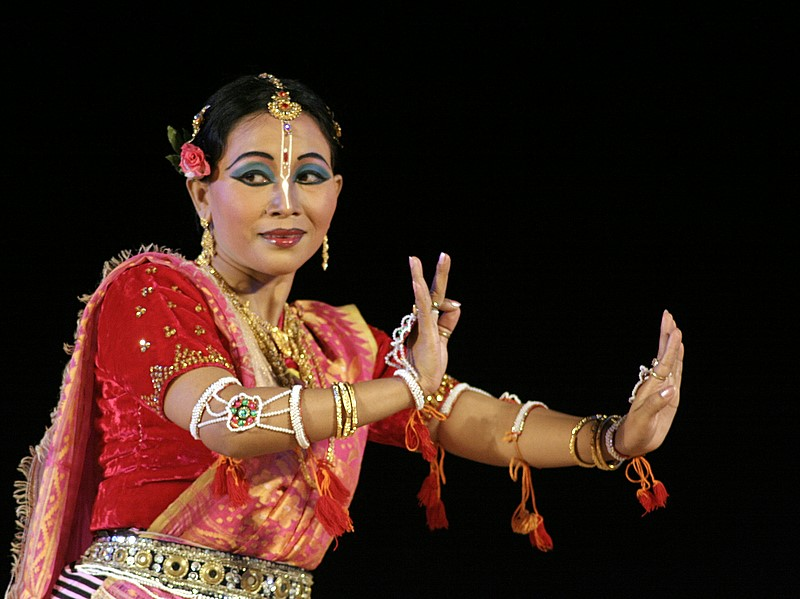
Manipuri-Tänzerin

### Frühe Periode
Die Entwicklung der Musik und des Tanzes verlief bei dem Volk von Manipur durch religiöse Feste und alltägliche Aktivitäten. Einer Legende zufolge waren die Ureinwohner des Manipur-Tals Tanzkoryphäen. Dies wird von Gandharva in den indischen Nationalepen wie Ramayana und Mahabharata erwähnt.
Die Inschrift auf einer Kupfertafel schreibt König Khuoyi Tompok (ca. 2. Jahrhundert n. Chr.) die Einführung von Trommeln und Becken in den Manipuri-Tanz zu. Jedoch ist es unwahrscheinlich, dass der damalige Stil der heutigen Form entspricht, da erst im 15. Jahrhundert n. Chr. Krishna Bhakti in den Tanz eingeführt wurde.
Maharadscha Ching-Thang Khomba (1748–1799 n. Chr.) legte den Tanzstil fest und kreierte drei der fünf Varianten der Ras lilas: Maha Ras, Basanta Ras und Kunja Ras, die während seiner Regentschaft im Sri-Sri-Govindaji-Tempel in Imphal aufgeführt wurden. Er ist auch der Schöpfer des Achouba-Bhangi-Pareng-Tanzes und eines aufwändigen Kostüms (Kumil) sowie der Autor eines wichtigen Texts (Govindasangeet Lila Vilasa), der detailliert die Grundlagen des Tanzes beschreibt.
Maharadscha Gambhir Singh (1788–1834 n. Chr.) kreierte zwei Parengs vom Tandava-Typus: Goshtha Bhangi Pareng und Goshtha Vrindaban Pareng. Maharadscha Chandra Kirti Singh, der von 1849 bis 1886 n. Chr. herrschte, war ein begabter Trommler und komponierte mindestens 64 Pung choloms (Trommeltänze) sowie zwei Parengs des Lasya-Typus: Vrindaban Bhangi Pareng und Khrumba Bhangi Pareng. Die Schöpfung des Nitya Ras wird ihm ebenso zugeschrieben.

### 20. Jahrhundert
Der Manipuri-Tanz wurde außerhalb der Region von Manipur durch den Literaturnobelpreisträger Rabindranath Tagore bekannt gemacht. 1919 sah er die Tanzkomposition Goshtha Lila in Sylhet (heute: Bangladesch). Dies beeindruckte ihn so sehr, dass er Guru Budhimantra Singh als Dozenten nach Shantiniketan an seine Visva-Bharati University einlud. 1926 wurde auch Guru Naba Kumar Teil des Lehrkörpers, um Ras lila zu unterrichten. Andere gefeierte Gurus wie Senarik Singh Rajkumar, Nileshwar Mukherji und Atomba Singh wurden ebenso eingeladen, um hier zu lehren und halfen Tagore bei einigen Choreografien seiner Tanzdramen.
Guru Naba Kumar ging 1928 nach Ahmedabad, um dort den Manipuri-Tanz zu lehren. Bald darauf machte Guru Bipin Singh den Tanz in Mumbai bekannt. Unter seinen Schülern waren die bekanntesten die Jhaveri-Schwestern Nayana, Suverna, Darshana und Ranjana.